# Diane Young
"Diane Young" là một bài hát của ban nhạc indie rock Mỹ Vampire Weekend, từ album phòng thu thứ ba của họ Modern Vampires of the City. Nó được phát hành như đĩa đơn đầu tiên từ album vào ngày 20 tháng 4 năm 2013 thông qua XL Recordings. Một đoạn video quảng bá cho bài hát gồm một chiếc xe Saab 900 cháy trong suốt thời gian của bài hát, được tải lên Vevo và YouTube vào ngày 18 tháng 3 năm 2013. Video chính thức cho bài hát được phát hành vào ngày 3 tháng 6 năm 2013.

## Hiệu suất thương mại
Cho đến nay, đĩa đơn đạt vị trí # 11 trên bảng xếp hạng Billboard Alternative Songs. Nó cũng đã đạt # 17 trên bảng xếp hạng Billboard Hot Rock Songs và # 50 trên UK Singles Chart.

## Video âm nhạc
Một đoạn video quảng bá cho "Diane Young", được đặt là "Official Stream", được đăng tải trên YouTube và VEVO vào ngày 18 tháng 3 năm 2013. Trong suốt thời gian chiếu của video, một chiếc xe Saab 900 bị bốc cháy. Video chính thức cho "Diane Young" đã được tải lên YouTube và Vevo vào ngày 3 tháng 6 năm 2013. Video được đạo diễn bởi Primo Kahn và gồm vài khách mời gồm có Santigold, Chromeo, Sky Ferreira, Despot, Dave Longstreth và Hamilton Leithauser từ The Walkmen. Cốt truyện của video đơn giản và chủ yếu tập trung vào một người đàn ông mặc Balaclava ngồi nhắn tin và dường như cảm thấy chán nản trong khi ban nhạc tương tác với các khách mời tại bữa tiệc tối biến thành một bữa tiệc hoang dã. Số lượng khách ăn tối (mười ba), cũng như vị trí của họ, và các thành phần chung, có vẻ như liên quan đến Bữa ăn tối cuối cùng của Leonardo da Vinci.

## Bảng xếp hạng
| Bảng xếp hạng (2013)                     | Vị trí cao nhất |
| ---------------------------------------- | --------------- |
| Nhật (Japan Hot 100)                     | 37              |
| UK Singles (The Official Charts Company) | 50              |
| Mỹ Alternative Songs (Billboard)         | 11              |
| Mỹ Hot Rock Songs (Billboard)            | 17              |